# VERY BEAUTY
「VERY BEAUTY」是日本的女子偶像組合Berryz工房的第13張单曲。2007年3月7日由PICCOLO TOWN发售。

## 概要
- 此單曲有3個版本，分別有「初回生産限定盤A - B」和「CD ONLY」。「初回生産限定盤A」收錄了「Hello! Project 2007 Winter Live」的Live。
- 在3月19日於公信榜單曲週排行榜取得第11位。

## 收錄内容

### CD（初回生産限定盤 、 CD ONLY）
CD
1. VERY BEAUTY
（作詞・作曲：淳君 編曲：鈴木俊介）
2. 頑童大將（ガキ大将）
（作詞・作曲：淳君 編曲：鈴木俊介）
3. VERY BEAUTY（Instrumental）

### DVD（初回生産限定盤A）
1. 忐忑難安的嫣紅（Live Ver.）
2. 戰鬥姿勢不是虛有其表!（Live Ver.）